# Ян Чжи (Западная Цзинь)
Ян Чжи (楊芷) (259—292), почетное имя Цзилань (季蘭), прозвище Наньинь (男胤), официально императрица Удао (武悼皇后, дословно «воинственная и вселяющая страх императрица») — императрица династии Цзинь (265-420). Вторая жена У-ди и двоюродная сестра его первой жены Ян Янь.

## Императрица
О жизни Янь Чжи до женитьбы на ней императора мало известно. Перед своей смертью в 274 году императрица Ян Янь, беспокоясь о возможном лишении своего сына Сыма Чжуна в связи с его умственной отсталостью прав на престол, попросила У-ди жениться на Ян Чжи. Император согласился и в 276 году выполнил своё обещание. Ян Чжи стала императрицей, а её отец Ян Цзюнь стал ключевым чиновником в правительстве, где проявлял чрезмерное высокомерие.
Новая императрица была описана красивой и добродетельной, пользующейся благосклонностью мужа (у которого было более 10,000 наложниц). В 283 году она родила сына, Сыма Хуэя (司馬恢), однако в следующем году он умер. Впоследствии у неё не было детей. После завоевания Восточного У в 280 году император стал проводить много времени на пирах и в обществе женщин, устав от ведения важных государственных дел. Отец императрицы Ян Цзюнь и её дяди Ян Яо (楊珧) и Ян Цзи (楊濟) теперь фактически принимали решения и обрели большую власть.
Ян Чжи повлияла на сохранение положения жены наследного принца Чжуна, Цзя Наньфэн. Принцесса Цзя была ревнива и жестока. После того, как несколько наложниц наследного принца забеременели, принцесса лично убила их. Узнав об этом, У-ди разгневался и потребовал свержения наследной принцессы, но императрица убедила его вспомнить заслуги отца принцессы Цзя Чуна перед династией Цзинь. В то же время она упрекала наследную принцессу, пытаясь обуздать её поведение. Но та в итоге затаила обиду на императрицу, не зная, что Ян Чжи убедила императора не свергать её.
В 289 году У-ди заболел и обдумывал, кого сделать регентом для наследного принца Чжуна. Он считал Ян Цзюня и своего дядю Сыма Ляна, вана Жунани, самыми уважаемыми из имперских ванов. В результате Ян Цзюнь стал бояться Сыма Ляна и отдал ему ключевой город Сюйчана (許昌, современный Сюйчан, Хэнань). Другим нескольким имперским принцам также отдали ключевые города империи. В 290 году У-ди решил сделать регентами обоих — и Ян Цзюня, и Сыма Ляна. Но после того, как он написал завещание, оно попало в руки Ян Цзюня. Ян Цзюнь заменил документ на другой, в котором он один провозглашался регентом. Вскоре после этого император умер. Наследный принц Чжун стал императором Хуэй-ди; Ян Чжи удостоилась чести быть вдовствующей императрицей, а Ян Цзюнь стал регентом.

## Вдовствующая императрица
Ян Цзюнь быстро показал себя в качестве деспотичного и некомпетентного правителя, чем вызвал ярость многих представителей знати и чиновников. Пытаясь успокоить их, он раздавал много титулов и почестей, но это послужило только ещё большему осуждению его действий. Он знал, что императрица Цзя Наньфэн была волевой и ненадежной, поэтому он пытался разместить верных людей с войсками в столице для её защиты. По его повелению все указы до их оглашения подписывались не только императором, но и вдовствующей императрицей Ян.
Императрица Цзя хотела войти в правительство, и очень злилась от того, что Ян Чжи и Ян Цзюнь постоянно ей отказывали. Поэтому она вступила в сговор против семьи Ян с евнухом Дун Мэном (董猛) и генералами Мэн Гуаном (孟觀) и Ли Чжао (李肇). Она попробовала вовлечь в заговор Сыма Ляна, но тот отказался. Вместо него она убедила своего шурина, Сыма Вэя, вана Чу, присоединиться к ней. После того, как в 291 году Сыма Вэй вернулся со своих позиций (область Цзин (荊州, современные Хубэй и Хунань)) в Лоян вместе с войском, осуществление переворота стало реальностью.
Цзя Наньфэн, легко контролировавшая своего мужа, попросила, чтобы он выпустил указ, в котором объявлялось о том, что Ян Цзюнь — преступник и должен быть удален со своих постов. Сыма Вэю и Сыма Яо (司馬繇), гуну Дунъани, поручалось атаковать силы Яна и защищаться от контратак. Вскоре стало ясно, что Ян оказался в тяжелом положении. Ян Чжи, пойманная в ловушку во дворце, написала указ, призывая оказать поддержку Ян Цзюню, прикрепила его к стрелам и выпустила их за пределы дворца. Тогда императрица Цзя сделала смелое заявление, что Ян Чжи совершила измену. Ян Цзюнь был быстро побежден, а его семья истреблена. Только его жену леди Пан, мать вдовствующей императрицы, пощадили и разрешили жить вместе с дочерью. Однако обида императрицы Цзя не прошла, и вскоре она свергла Ян Чжи и сделала её простолюдинкой, а затем казнила её мать, несмотря на смиренные просьбы вдовствующей императрицы, которая теперь находилась под домашним арестом во дворце. Поначалу её самым близким слугам разрешили остаться с ней, но в 292 году их переселили в другое место. В отчаянии, Ян Чжи отказалась от еды и умерла через восемь дней от голода.
Ян Чжи была похоронена наиболее неподобающим для императрицы способом. Суеверная Цзя Наньфэн думала, что после смерти Ян Чжи могла обвинить Цзя перед духом У-ди, поэтому она была похоронена лицом вниз, с разными амулетами и волшебными травами, которые должны были подавлять её дух. Только в 307 году, уже после поражения и смерти самой Цзя Наньфэн, Ян Чжи была восстановлена в звании императрицы и повторно похоронена с имперскими почестями. Для поклонения ей построили храм, однако в храме её мужа ей не поклонялись. В 341 году при Чэн-ди её культ был перенесен в храм У-ди.